# Serendipity
Un amor a Nova York (títol original: Serendipity) és una pel·lícula estatunidenca dirigida per Peter Chelsom, estrenada l'any 2001, protagonitzada per John Cusack i Kate Beckinsale. El guió és de Marc Klein i la banda sonora està composta per Alan Silvestri.

## Argument
Quan s'acosten les festes de fi d'any, el 1990, Jonathan Trager es creua amb Sara, una esplendida jove en la multitud novaiorquesa. S'enamoren de cop. Encara que tots dos estiguin compromesos en una altra relació, Jonathan i Sara passen la nit errant junts per Manhattan. Però la nit toca a la fi i vet aquí que estan obligats de prendre la decisió de tornar-se a veure o no. Quan Jonathan proposa un intercanvi de números de telèfon, Sara s'amaga per suggerir que el destí decideixi. Són l'un per l'altre, diu ella, trobaran el mitjà de tornar-se a veure.
Alguns anys més tard, els dos joves són a punt de casar-se amb algú altre. Recordant la seva trobada màgica, decideixen veure's amb l'ajuda dels seus millors amics.

## Repartiment
- John Cusack: Jonathan Trager
- Kate Beckinsale: Sara Thomas
- Simon Jutras: Sebastien Mignon
- T. Scott Cunningham: Ryan
- Jeremy Piven: Dean
- Molly Shannon: Eve
- Bridget Moynahan: Hally Silverman
- John Corbett: Lars
- Eugene Levy: el venedor de Bloomingdale
- Evan Neumann: Kenny
- Lucy Gordon: Caroline Mitchell
- Jonas Ardillier: ell mateix
- Gary Gerbrandt: Josh

## Al voltant de la pel·lícula
- El cineasta Peter Chelsom declara haver integrat el destí d'una manera extremadament estranya i subliminar a Un amor a Nova York. "És el gènere de film on cap detall no és fortuït. Tot el que s'hi veu forma part d'una cadena d'esdeveniments." John Cusack afegeix per la seva part: "S'afirma clarament al film que existeix un gran ordenador de les coses. I sí és cert, és una idea molt reconfortant."
- Rodar escenes d'hivern en ple mes d'agost a Nova York constituïa un autèntic repte per l'equip del film. La producció ha hagut d'aturar el rodatge diverses vegades a causa de les dolentes condicions climàtiques i dels nombrosos mosquits presents a Central Park. Recrear Nadal amb la seva decoració habitual no va ser fàcil. Malgrat la calor asfixiant que regnava aquell estiu, John De Borman, el director de fotografia, i Caroline Hanania, la directora artística, han arribat a donar una impressió de fred.
- Un amor a Nova York marca la cinquena col·laboració entre el director Peter Chelsom i el productor Simon Fields. Tots dos havien treballat a Hear my song (1991), Els graciosos de Blackpool (1995), The Mighty (1998) i Town and Country (2001). A més, ofereix a John Cusack l'ocasió de donar per novena vegada la rèplica al seu gran amic Jeremy Piven. La seva amistat remunta a l'època on eren adolescents a Chicago i actuaven en una obra produïda pel Piven Theatre Workshop, fundat pels pares de Jeremy. Des del començament de la seva carrera cinematogràfica, han rodat uns altres vuit films junts: One crazy summer (1986) de Savage Steve Holland, Elvis stories (1989) de Ben Stiller, Say Anything... (1989) de Cameron Crowe, Els estafadors (1990) de Stephen Frears, Ciutadà Bob Roberts (1992) de Tim Robbins, El joc de Hollywood (1992) de Robert Altman, Floundering (1994) de Peter McCarthy i Un assassí una mica especial (1997) de George Armitage.